# Polina Astachova
Polina Grigor'evna Astachova (in russo Поли́на Григо́рьевна Аста́хова?; Dnepropetrovsk, 30 ottobre 1936 – Kiev, 5 agosto 2005) è stata una ginnasta sovietica, vincitrice di dieci medaglie ai Giochi olimpici estivi.

## Biografia
Oltre alle dieci medaglie olimpiche la Astakhova ha conquistato anche quattro medaglie ai Campionati mondiali di ginnastica artistica e sei ai Campionati europei di ginnastica artistica. Ha allenato Olga Korbut.

## Palmarès
| Anno | Manifestazione | Sede      | Evento                 | Risultato |
| ---- | -------------- | --------- | ---------------------- | --------- |
| 1956 | Olimpiadi      | Melbourne | Concorso a squadre     | Oro       |
| 1956 | Olimpiadi      | Melbourne | Con attrezzi a squadre | Bronzo    |
| 1960 | Olimpiadi      | Roma      | Parallele asimmetriche | Oro       |
| 1960 | Olimpiadi      | Roma      | Concorso a squadre     | Oro       |
| 1960 | Olimpiadi      | Roma      | Corpo libero           | Argento   |
| 1960 | Olimpiadi      | Roma      | Concorso individuale   | Bronzo    |
| 1964 | Olimpiadi      | Tokyo     | Parallele asimmetriche | Oro       |
| 1964 | Olimpiadi      | Tokyo     | Concorso a squadre     | Oro       |
| 1964 | Olimpiadi      | Tokyo     | Corpo libero           | Argento   |
| 1964 | Olimpiadi      | Tokyo     | Concorso individuale   | Bronzo    |